# 新Monday
新Monday雜誌，原名為《Monday雜誌》，現已轉為網上雜誌，是一本獨立創刊的中文傳媒，2000年由英皇集團旗下的新傳企劃收購改名至現在，成為旗下的娛樂雜誌。《新Monday雜誌》題材與《Face周刊》同類，讀者以香港人為主，主要報導明星、電影、電視劇、消費潮流等娛樂資訊，創作藝人名人秘史不少。雜誌所屬新傳媒集團從2016年10月13日起，逢星期四，《新假期周刊》、《東方新地》、《新Monday》、《more》四本雜誌合併一書，消息指集團因此而裁員過百人。

## 銷量
根據Synovate資料顯示，現時固定的讀者人數已超越250,000人。

## 內容
除《新Monday》本書外，還有女生潮流專書《Honey》，全力發放時裝及美容最新資訊。近年更不定期隨書附送潮流精品。
除書本以外，《新Monday》專屬娛樂網站newmonday.com.hk更有即時新聞、明星wallpapers及獨家專訪等內容。

## 引用資料
1. ↑  梁煥敏. . 香港01.   [2016-10-07].
2. ↑  . GenFB.com.   [2016-10-07]. （原始内容存档于2016-10-09）.